# Orthonops johnsoni
Orthonops johnsoni là một loài nhện trong họ Caponiidae.
Loài này thuộc chi Orthonops. Orthonops johnsoni được Norman I. Platnick miêu tả năm 1995.